# Matsudo
Matsudo (松戸市, Matsudo-shi) är en stad i den japanska prefekturen Chiba på den östra delen av ön Honshu. Den är prefekturens tredje största stad och har cirka 480 000 invånare. Staden är belägen strax nordost om Tokyo, vid Edofloden, och ingår i denna stads storstadsområde. Matsudo fick stadsrättigheter 1 april 1943.

## Personer med anknytning till Matsudo
- Naoko Yamazaki, rymdfarare

## Borgmästare
- Rokurō Kado, 1943–1946[2]
- Unosuke Kawai, 1946–1947[2]
- Akira Onda, 1947–1951[2]
- Rinnosuke Sakamaki, 1951–1953[2]
- Yoichi Ishibashi, 1953–1969[2]
- Kiyoshi Matsumoto, 1969–1973[2]
- Masuo Miyama, 1973–1994[2]
- Toshihisa Kawai, 1994–2010[2]
- Kenji Hongōya, 2010–[2]

Denna lista hämtas från Wikidata. Informationen kan ändras där.